# Deal (Inglaterra)
Deal es una localidad costera inglesa situada en el condado de Kent, Inglaterra. 

## Geografía
A 8 millas al noroeste de Dover, y a 8 millas al sur de Ramsgate, Deal tiene enfrente la rada de The Downs y el banco de arena de los Goodwin Sands, de unos 19 km de longitud.[cita requerida]

## Historia

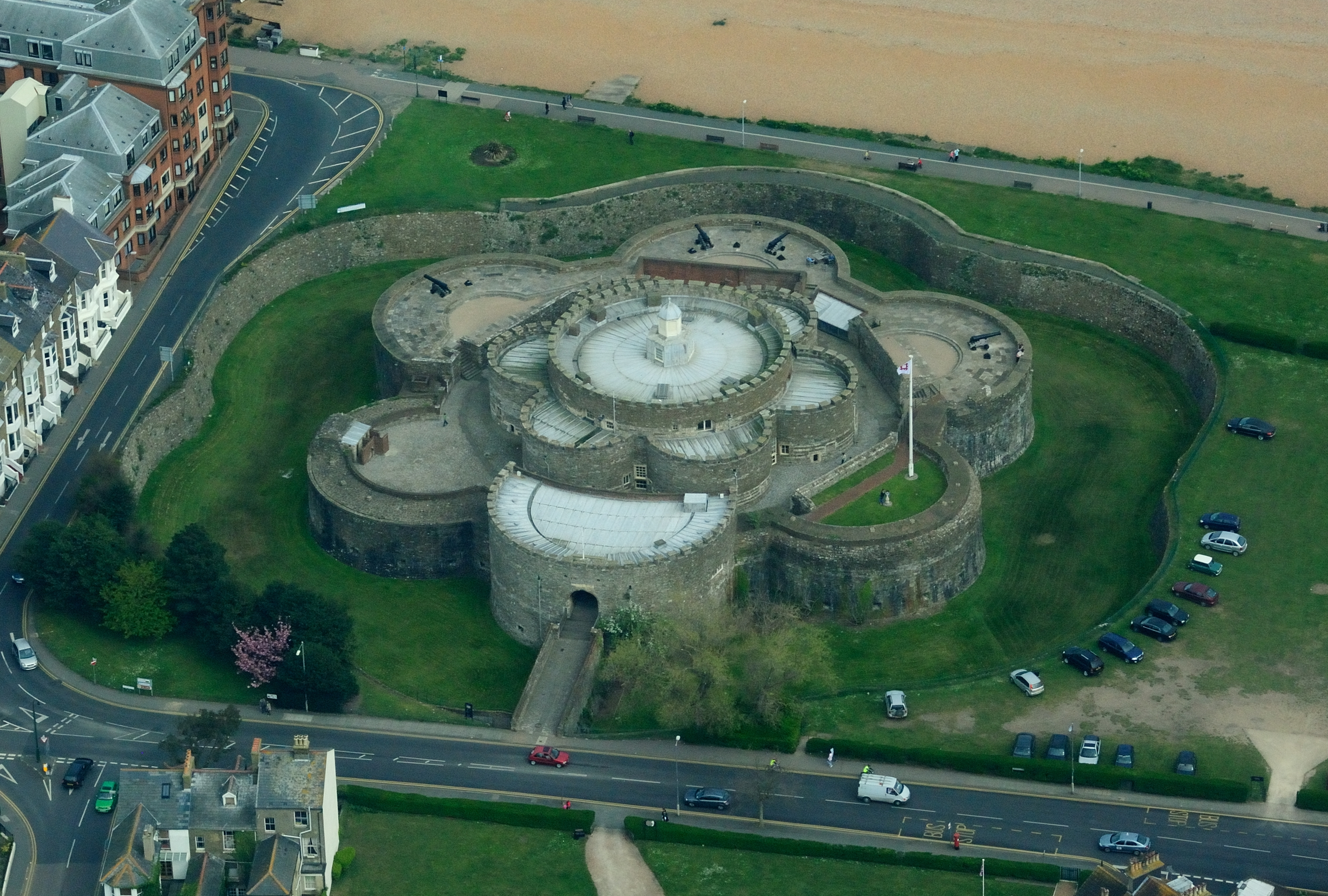
Vista aérea del castillo de Deal.

Desde los dos desembarcos de Julio César en la zona, en 55 y 54 a. C., la localidad ha tenido una gran importancia estretégica en la costa, y el castillo de Deal sería el más grande de las fortificaciones costeras construido por Enrique VIII. Volvería a tener una importancia militar durante las guerras napoleónicas. En el siglo XV se añadió a la Alianza de los Cinco Puertos.
En septiembre de 1989, una bomba del Ejército Republicano Irlandés (IRA) mató a once miembros de la banda militar de los Royal Marines acuartelados en las afueras del poblado.